# Sembung Jambu
Sembung Jambu is een bestuurslaag in het regentschap Pekalongan van de provincie Midden-Java, Indonesië. Sembung Jambu telt 3869 inwoners (volkstelling 2010).